# Caio Mêmio
Caio Mêmio (em latim: Gaius Memmius) foi um político da gente Mêmia da República Romana nomeado cônsul sufecto em 34 a.C. com Lúcio Emílio Lépido Paulo. Era filho de Caio Mêmio, que foi pretor em 58 a.C. e candidato ao consulado em 54 a.C., com Fausta, filha do ditador Sula. Tornou-se enteado de Tito Ânio Papiano Milão depois que sua mãe se casou com ele depois de divorciar-se de seu pai.

## Carreira
Um homem novo, sabe-se muito pouco de sua carreira e não se sabe sequer se era aliado de Otaviano ou de Marco Antônio. Foi tribuno da plebe em 54 a.C. e, durante seu mandato, processou Aulo Gabínio, cônsul em 58 a.C., por malversação de fundos durante seu mandato como governador da Síria e Domício Calvino por suborno durante as eleições consulares de 54 a.C. Mêmio foi ainda um dos defensores no julgamento de Marco Emílio Escauro neste mesmo ano.
Foi nomeado cônsul sufecto em 34 a.C. e exerceu seu mandato entre o dia 1 de julho e 1 de novembro, quando foi substituído por Marco Herênio Piceno. Durante seu mandato, patrocinou jogos em homenagem a um dos míticos ancestrais da gente Júlia, a Vênus Generatrix. Foi depois nomeado governador proconsular da Ásia em algum momento depois de 30 a.C. e, durante seu mandato, construiu, em Éfeso, um monumento em homenagem a si próprio e à sua família que ainda existe hoje em dia A inscrição diz: "C∙MEMMIO∙C∙F∙SULLAE∙FELICIS∙N∙EX∙PEQUNI(A)." ("Caio Mêmio, filho de Caio Mêmio, neto de Sula Félix [pagou por este monumento] às suas custas").